# Heinrich Schliestedt
Heinrich Schliestedt (* 18. Januar 1883 in Hohnstedt; † 13. August 1938 bei Durbach) war ein deutscher Politiker (SPD), Gewerkschaftsfunktionär (DMV) und Widerstandskämpfer.

## Leben
Heinrich Schliestedt erlernte den Beruf des Schlossers. Ab dem Jahr 1910 war er Mitglied des DMV-Hauptvorstandes. Von 1910 bis 1919 übte er die Funktion eines Geschäftsführers für den DMV in Remscheid aus und war dort zugleich Stadtverordneter für die SPD. Als Sekretär des DMV gelang es ihm, im Mai 1933 gemeinsam mit dem DMV-Vorsitzenden Alwin Brandes, Max Urich, Willy Rößler, Richard Teichgräber und einigen anderen Funktionären Schreibmaschinen und Vervielfältigungsgeräte vor dem Zugriff der Nazis zu retten. Brandes, Schliestedt, Urich, Rößler und Teichgräber bauten nach der Zerschlagung des DMV ab Herbst 1933 ein vergleichsweise großes informelles Netz von Kontaktleuten aus dem früheren Verband auf, mit denen sie Nachrichten austauschten und die sie mit Hilfe der geretteten Geräte mit Flugblättern und anderen Schriften belieferten.
Heinrich Schliestedt war zudem ein führendes Mitglied der Illegalen Reichsleitung der Gewerkschaften (IRL). Er kann als die zentrale Person im Netzwerk der illegalen Metallarbeiter angesehen werden. Eines seiner Ziele bestand darin, ein Netz von Vertrauensleuten aufzubauen. Dieses Netz sollte dazu dienen, Auskünfte über die Stimmung in der Arbeiterschaft und die betriebliche Situation zu sammeln. Diese Informationen flossen in im tschechischen Exil hergestellte Druckschriften ein.
Der Gewerkschafter und Widerständler Schliestedt unterhielt auch Verbindungen zu anderen gewerkschaftlichen Widerstandsgruppen und illegalen Zirkeln der SPD. 1935/36 wurde ein Teil der gewerkschaftlichen Widerstandsgruppe des DMV von der Gestapo aufgerollt. Schliestedt war bereits im Sommer 1934 nach Komotau (Chomutov) in die Tschechoslowakei geflohen. Nach seiner Flucht nahm vor allem Max Urich eine exponierte Position in der Koordinierung des Widerstandes aus den Reihen der Metallgewerkschafter ein. In konspirativer Weise versuchte Schliestedt, ab 1935 von Komotau aus eine Auslandsvertretung Deutscher Gewerkschaften (ADG) aufzubauen.
Schliestedt bemühte sich weiterhin, die illegalen Organisationen im Reichsgebiet mithilfe von Unterstützungsgeldern der internationalen Gewerkschaftsbewegung zu fördern und einen konspirativen Wiederaufbau des DMV zu ermöglichen. Der Generalsekretär des Internationalen Gewerkschaftsbundes Walter Schevenels unterstützte ihn dabei, die ADG zum Bund deutscher Gewerkschaften im Exil auszubauen.
Auf dem Weg zu einem Treffen illegaler Gewerkschafter (III. Auslandskonferenz der ADG in Mülhausen/Elsass) kam er bei einem Flugzeugabsturz ums Leben. Schliestadts Grab befindet sich auf dem Waldbachfriedhof in Offenburg, im Gräberfeld 16.